# Крајпуташи Илији Мијатовићу и Димитрију Бојовићу у Доњој Врбави
Крајпуташи Илији Мијатовићу и Димитрију Бојовићу у Доњој Врбави (општина Горњи Милановац) налазе се у центру села крај потока Ивковача, у непосредној близини регионалног пута Горњи Милановац-Крагујевац. Подигнути су војницима страдалим у Јаворском рату крајем 19. века.
Споменици припадају такозваном типу „капаша”. Добро су очувани, а простор на коме се налазе уредили су чланови доњоврбавске фамилије Бојовић.

## Споменик Илији Мијатовићу
Крајпуташ је подигнут у спомен војнику Илији Мијатовићу из Доње Врбаве. Епитаф наводи да је изгубио живот у 27. години у „у рату 1875”. Чест је случај да су подаци уклесани на споменике нетачни или приказани оквирно (Српско-турски ратови вођени су између 1876. и 1878. године). У Државном попису становништва из 1862/63. наводи се да Илија тада имао 15 година, што се слаже податком са споменика.

### Материјал, димензије и стање
Споменик је исклесан је од тврдог камена из оближњег мајдана у Мокром пољу. Димезије стуба износе 150х26х22 cm. Надвишен је профилисаном „капом“ димензија 14х42х37 cm. Споменик је добро очуван, захваљујући отпорном камену од кога је начињен.

### Ликовни садржај
У горњем делу предње стране споменика исклесан је складан геометријски мотив умноженог крста уоквирен декоративном лучном бордуром. На левој бочној страни урезан је цртеж пушке без бајонета, а на супротној представа умноженог крста димензија 18х18 cm испод кога је стилизована биљка која вијугаво израста из саксије. На полеђини споменика је геометријски орнамент заснован на форми крста.

### Натпис
Испод крста на предњој страни споменика је текст у 16 редова правилних, читких слова. Уместо слова И урезан је крстић.
Епитаф гласи:
ДРАГА БРАЋО † СЕСТРЕ СТАНТЕ † ПОМЕНТЕ А СЛУШАЈТЕ † ПОМЕНТЕ ТАДЕ О ЖАЛОСТИ † ИЛИЈЕ МИЈАТОВИЋА МЛАДОСТ ОН ЖИВЕ 27 ГОД. А ПОГИБЕ У РАТУ 1875. СПОМЕН ПОД
Текст се наставља мањим словима на дну полеђине споменика:
МИЉОЈКА СУПРУГА ЊЕГОВА СА СИНОВИМА МИЉОСАВОМ СТАНОЈЕ ВУКАШИНОМ ВРБАВ.

## Споменик Димитрију Бојовићу
Крајпуташ је подигнут у спомен Димитрију Бојовићу, војнику из Доње Врбаве који је погинуо на Шиљеговцу 1876. године. Подаци са споменика подударају се са подацима из Државног пописа становништва из 1862/63. године.

### Материјал, димензије и стање
Споменик нешто мањих димензија, исклесан од истог камена. Димезије стуба износе 138х28х25 cm. Надвишен је профилисаном „капом“ димензија 14х48х42 cm. Споменик је добро очуван.

### Ликовни урези
На лицу споменика целом висином уклесан је читак натпис. На левој бочној страни урезана је рука која држи пушку, а на десној правоугаони мотив умноженог крста димензија 24х50 cm испод кога је наставак текста. Епитаф се завршава на леђима споменика, а изнад је урез умноженог крста са постољем.

### Натпис
На лицу споменика уклесан је читак текст у 22 редова правилних слова.
Епитаф гласи:
ПРИЂИ БЛИЖЕ ПУТНИЧЕ НЕ ЖАЛИ ТРУД СВОЈ ПРОЧИТАЈ СПОМЕН ОВАЈ КОЈИ ПОКАЗУЈЕ ДИМИТРИЈА БОЈОВИЋА ИЗ Д ВРБАВЕ ВОЈНИКА I КЛ А ЖИВИ 28 Г ПОГИБЕ НА ШИЉЕГОВАЦ У РАТУ СА ТУРСКОМ 1876 Г.
Наставак текста је на десном боку:
СПОМЕН ОВАЈ ПОДИЖУ МУ СИНО
а завршава се на леђима споменика:
ВИ ЉУБОМИР И ВЕЛИМИР СА МАТЕРОМ ДРАГИЊОМ.